# RAF Brüggen

i7
i11
i13
Die ehemalige Royal Air Force Station Brüggen, kurz RAF Brüggen, war bis zum 15. Juni 2001 ein wichtiger Militärflugplatz der Royal Air Force in Deutschland. Benannt war die Basis nach der Gemeinde Brüggen, dem nächstgelegenen Eisenbahndepot, sie lag jedoch neben der Ortschaft Elmpt, ungefähr 44 Kilometer westlich von Düsseldorf.
Sie war neben RAF Wildenrath, RAF Laarbruch, RAF Geilenkirchen und  RAF Nörvenich die zweite von insgesamt fünf sogenannter Clutch Stations, neu gebauter RAF-Stützpunkte nahe der Grenze zu den Niederlanden und somit möglichst weit entfernt von der damaligen innerdeutschen Grenze.

## Geschichte
Zu Beginn des Kalten Krieges wurde klar, dass die seit 1945 in der britischen Besatzungszone stationierte British Air Force of Occupation längerfristig in der Bundesrepublik stationiert bleiben würde. Die RAF stützte sich in den ersten Jahren nach Kriegsende auf verschiedene meist ehemalige Fliegerhorste der früheren Luftwaffe, von denen sich einige nur wenige Flugminuten vom „Eisernen Vorhang“ entfernt befanden.
Die Bauarbeiten begannen 1952; sie beinhalteten die Rodung von Waldflächen und die Trockenlegung von Sumpfgebieten. Der Fliegerhorst nahm 1953 im Zuge der schnellen Aufstellung der NATO-Truppen in Europa seinen Betrieb auf.

### 317 Supply & Transport Column
1953 wurde die 317 Supply and Transport Column von Uetersen nach Brüggen verlegt. Dies geschah nach der Entscheidung, alle RAF-Standorte in Deutschland über den Hafen von Antwerpen mit Nachschub zu versorgen. Im Jahr 1953 wurde die Einheit in Mechanical Transport Squadron umbenannt und war für die Ausrüstung und den Nachschub aller RAF-Stützpunkte in Deutschland und den Niederlanden verantwortlich. Die Einheit blieb bis zur Eingliederung in die 431 Maintenance Unit im Jahr 1963 in Brüggen, war aber weiterhin bis 1993 tätig.
Während ihrer Dienstzeit führte die Einheit eine Vielzahl humanitärer Einsätze durch; der erste war der Transport medizinischer Versorgungsgüter zum KZ Bergen-Belsen. 
Die Einheit nahm auch an der Berliner Luftbrücke (Operation Plain Fare) teil und organisierte im Winter 1962/63 wegen der zugefrorenen Schifffahrtswege einen Konvoi von Tanklastwagen zu den Erdölraffinerien von Rotterdam, mit dem Heizöl an deutsche Krankenhäuser geliefert wurde.

### 1957–1998 – Luftschlag/Luftangriffs-Rolle

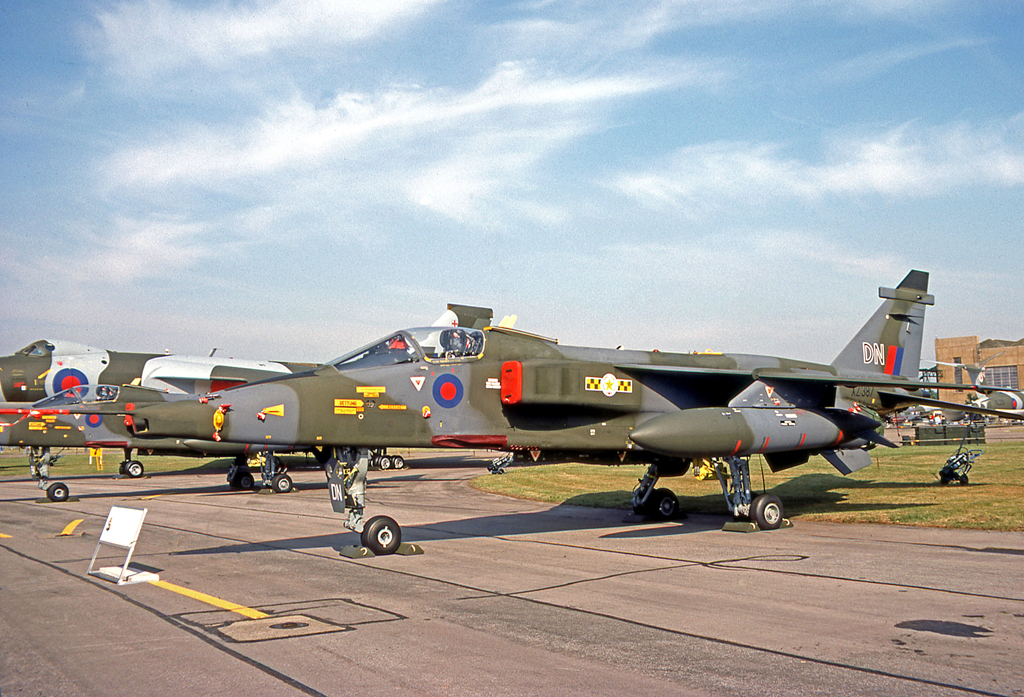
Brüggener Jaguar der 31. Squadron in Finningley, 1977

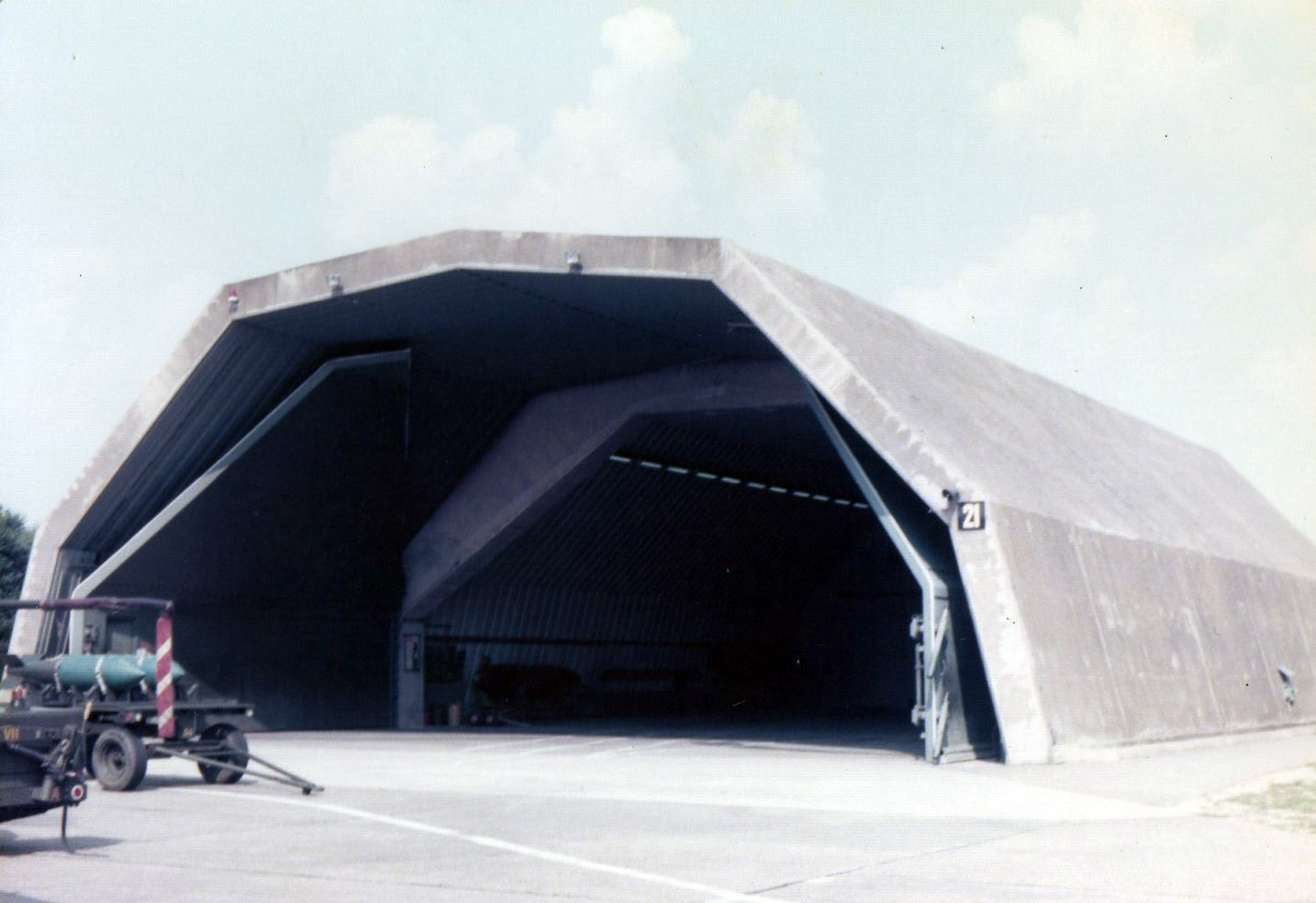
Hardened Aircraft Shelter in RAF Brüggen, 1981

Die erste fliegende Einheit, die in Brüggen stationiert wurde, war die zuvor in RAF Jever liegende 112. Squadron mit ihren Vampire FB.5, die im Juli 1953 eintraf. Einen Monat später kam eine neu aufgestellte Staffel Sabre F4, die 130. Squadron hinzu und im Januar 1954 erfolgte die Umrüstung der 112. auf die Sabre. Zwischen Januar und April 1956 erfolgte die Umrüstung auf die Hunter F4, insgesamt vier Staffeln. Einige Zeit später lag hier in Folge eine Staffel Javelin FAW1 Tagjäger und ab Sommer 1957 bestand durch die Stationierung zweier Staffeln der Canberra PR7/B(I)6 erstmals die Möglichkeit, von RAF Brüggen aus Luftangriffe durchzuführen. Von 1969 bis 1975 wurden F-4 Phantom II in Brüggen als Jagdbomber eingesetzt, die ab 1975 durch SEPECAT Jaguar ersetzt wurden. Die Jaguars der Staffel wurden ab dem Beginn des Jahres 1984 durch Panavia Tornado GR1 abgelöst. Brüggen und der nahegelegene Fliegerhorst RAF Laarbruch (heute Flughafen Niederrhein) bildeten mit maximal jeweils vier Tornado GR1-Staffeln die beiden Standorte mit der größten Tornado-Streitkraft der NATO. Hardened Aircraft Shelter (gehärtete Flugzeugunterstände) waren mit dem amerikanischen Weapon Storage and Security System (WS3) ausgerüstet und konnten jeweils bis zu vier taktische, durch die Tornado-Jagdbomber einsetzbaren Nuklearwaffen vom britischen Typ WE.177 lagern.

#### 1984 – Nuklearwaffen-Zwischenfall
Am 4. September 2007 gaben die Streitkräfte des Vereinigten Königreichs zu, dass es am 2. Mai 1984 einen Zwischenfall mit einer Nuklearwaffe in RAF Brüggen gegeben hatte. Die Nuklearwaffe fiel von einem Transportwagen, da ihr Behälter nicht sicher befestigt war. Der Behälter, in dem sich der Gefechtskopf befand, fiel zu Boden und wurde verbeult. Der Gefechtskopf wurde durch eingeflogene britische Wissenschaftler mit Röntgenstrahlung untersucht und es konnten keine Beschädigungen festgestellt werden. Die Waffe besaß eine Sprengkraft, die achtmal so groß war wie die der 1945 über Hiroshima abgeworfenen Atombombe; sie wurde nach England zurückgebracht und dort demontiert. Die sechs für den Zwischenfall verantwortlichen Soldaten/Mitarbeiter erhielten einen Verweis für ihr Verhalten bei diesem Unfall.

### 1998–2001 – Luftangriffs-Rolle
Nach der Wiedervereinigung Deutschlands gab die Royal Air Force bekannt, dass sie ihre Präsenz in Deutschland um die Hälfte reduzieren werde. Ein wesentlicher Teil dieses Plans war die Reduzierung der Tornado-Staffeln in Deutschland von sieben auf vier Staffeln (No.17, No.IX, No.14, No.31 Squadron). Die Staffeln No.9, No.14 und No.31 nahmen am Zweiten Golfkrieg teil und wurden während der NATO-Luftoperationen im Kosovokrieg mit Unterstützung durch Vickers-VC10-Tankflugzeuge von RAF Brüggen aus eingesetzt.
Die Entscheidung, alle RAF-Einheiten aus Deutschland abzuziehen, fiel 1996. Als Ergebnis des 1997 in Kraft getretenen britischen Strategic Defence Reviews wurde die No. 17 Squadron zum 31. März 1999 aufgelöst und der schrittweise Truppenabzug aus der Basis begann. No. 14 Squadron wurde im Januar 2001 nach RAF Lossiemouth verlegt. Eine formelle Zeremonie beendete am 15. Juni offiziell die kontinuierliche Präsenz der Royal Air Force in Deutschland seit dem Zweiten Weltkrieg. Bis zum 4. September 2001 hatten alle verbliebenen Tornados RAF Brüggen nach RAF Marham verlassen.

### Einheiten in RAF Brüggen
- No. 9 Squadron RAF – Waffensystem Panavia Tornado GR.1, GR.4 (1. Oktober 1986–Juli 2001)
- No. 14 Squadron RAF – Waffensystem SEPECAT Jaguar GR.1/T.2, Panavia Tornado GR.4
- No. 17 Squadron RAF – Waffensystem SEPECAT Jaguar GR.1/T.2, Panavia Tornado GR.1 (1985–1999)
- No. 20 Squadron RAF – Waffensystem SEPECAT Jaguar GR.1/T.2
- No. 31 Squadron RAF – Waffensystem F-4 Phantom II FGR.2, SEPECAT Jaguar GR.1/T.2, Panavia Tornado GR.1, Panavia Tornado GR.4
- No. 80 Squadron RAF – Waffensystem English Electric Canberra PR.7 (bis 1969)
- No. 213 Squadron RAF – Waffensystem English Electric Canberra B(I).6 (1957–1969)
- No. 37 Squadron RAF Regiment – Waffensystem Rapier (Rakete)

### Javelin Barracks
Da die Royal Air Force keine weitere Verwendung für RAF Brüggen hatte, wurde die Basis am 28. Februar 2002 an die British Army übergeben. Die Basis Elmpt (engl. Elmpt Station) wurde in Javelin Barracks umbenannt.
Die 12 Flight des Army Air Corps (AAC) war die letzte fliegende Einheit in Brüggen: Sie lag, aus RAF Wildenrath kommend, von Juni 1992 bis März 2009 mit 4 Gazelle AH.1 Helikoptern am Platz und wurde Ende März 2009 aufgelöst.
Unter einem von fünf Tanklagern wurde Kerosin im Grundwasser entdeckt. Bis April 2013 wurden 140.000 Liter davon abgepumpt.
Elmpt war daneben Standort der 1st Signal Brigade des Royal Corps of Signals. Ihr unterstanden das 7th Signal Regiment mit der 229., 231. und 232. Signal Squadron, dem 16th Signal Regiment mit der Support Squadron sowie der 230., 252. und 255. Signal Squadron sowie dem 628. Signal Troop.
Aufgrund des Komplettabzugs der Britischen Streitkräfte aus Deutschland wurde die Royal Signals abgezogen und die Kaserne Anfang Dezember 2015 an Deutschland zurückgegeben.

## Zwischenfälle
Beispiele:
- Am 25. Oktober 1961 verunglückte eine Percival Pembroke C.1 der Royal Air Force (Luftfahrzeugkennzeichen XK861) auf dem Militärflugplatz RAF Brüggen. Mit der Maschine wurden lokale Trainingsflüge absolviert. Beim Üben eines Anflugs mit nur einem voll laufenden Triebwerk kam es zu einer Bauchlandung. Alle Insassen überlebten den Unfall, das Flugzeug wurde jedoch irreparabel beschädigt.[9]

- Am 26. September 1968 wurde eine English Electric Canberra B.(I) 6 der britischen Royal Air Force (RAF) (WT313) auf der Basis RAF Brüggen (NRW) irreparabel beschädigt. Über Personenschäden ist nichts bekannt.[10]

## Heutige und zukünftige Nutzung
Nach dem Abzug der Briten diente die Kaserne bis März 2020 als Flüchtlingsunterkunft oder Zentrale Unterbringungseinrichtung, kurz ZUE.
Das gesamte Areal gehört der Bundesanstalt für Immobilienaufgaben (BImA). Die Gemeinde Niederkrüchten, der Kreis Viersen sowie die Wirtschaftsförderungsgesellschaft für den Kreis Viersen (WFG) haben gemeinsam eine Gesellschaft gegründet, um auf dem 882 Hektar großen Gelände ein rund 150 Hektar großes Gewerbe- und Industriegebiet zu realisieren. Im Jahr 2021 wurden die Kaufverträge unterschrieben und Verdion, ein Immobilieninvestor, begann mit den Planungen zum Gewerbegebiet.
Das Flugfeld ist eine ausgewiesene Windkraftvorrangfläche. Ein Investor plant (Stand September 2022) einen Energiepark mit sieben Windrädern; sechs von ihnen sollen auf der asphaltierten ehemaligen Start- und Landebahn errichtet werden (weshalb kaum weitere Flächen versiegelt werden brauchen). Auch Batteriespeicher und eine Photovoltaik-Freiflächenanlage sind geplant.